# Bratkovice
Bratkovice – wieś i gmina w Czechach, w powiecie Przybram, w kraju środkowoczeskim. 1 stycznia 2014 liczyła 321 mieszkańców.
We wsi jest stacja kolejowa Bratkovice.